# 德國國內邊界開放

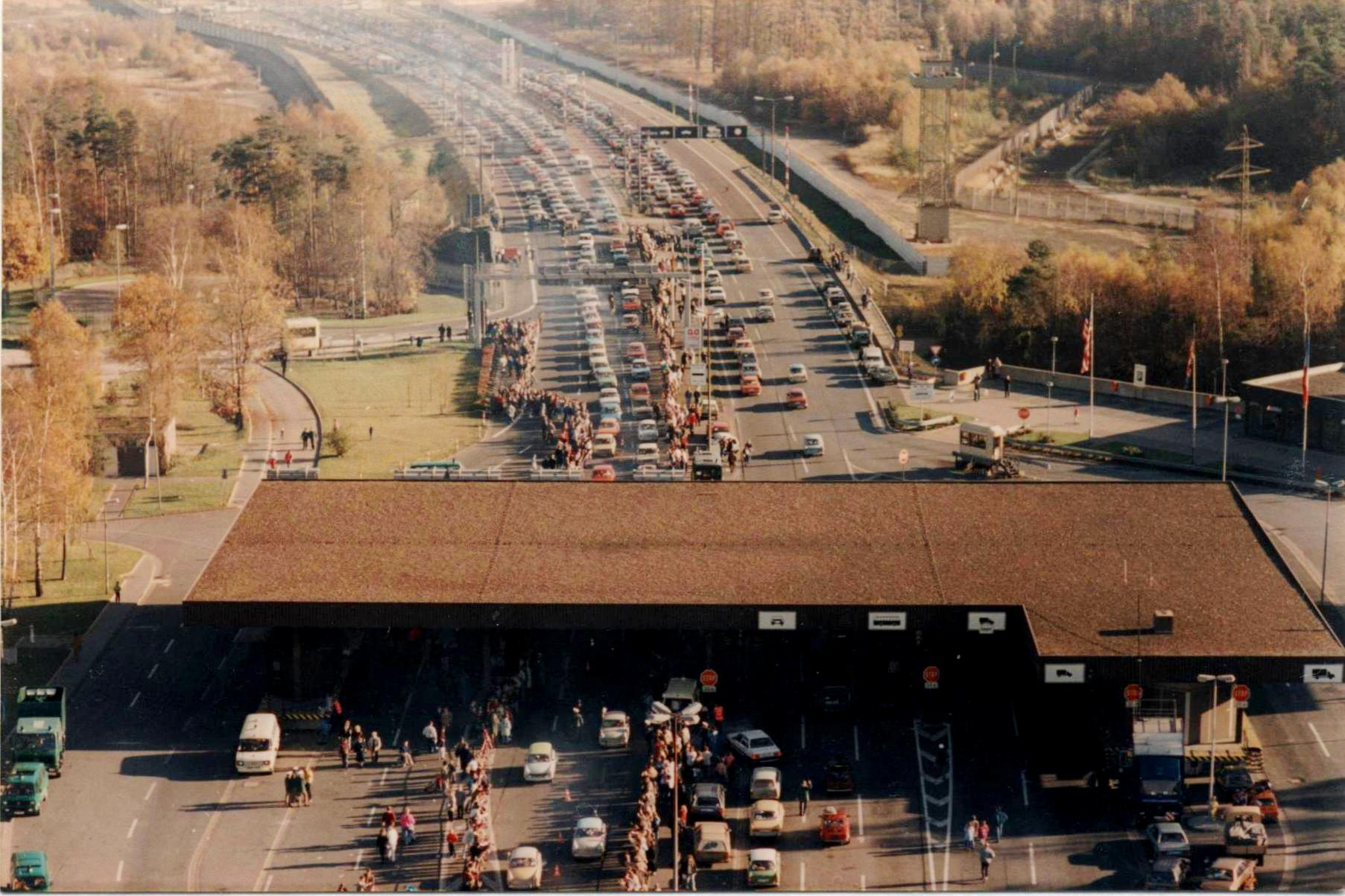
1989 年 11 月，在解除旅行限制后进入东德的 Helmstedt 过境点的场景。

德國國內邊境開放（德語：Öffnung der innerdeutschen Grenze），是1989年11月伴隨柏林墙倒塌而發生於德國國內邊界的歷史事件。这一事件为不到一年后的兩德統一铺平了道路。

## 1989年9月至11月东德难民危机
1988年11月，匈牙利改革派总理内梅特·米克洛什上任，匈牙利在其领导下成为最早进行改革的东方集团国家。其政府名义上仍是共产主义，但计划进行自由选举和经济改革，作为“重新加入欧洲”并改革其陷入困境的经济。开放边界对这项工作至关重要；西德秘密地为其提供了急需的5亿德国马克(2.5亿美元)的硬通货贷款，以换取允许东德公民自由移民。
从1989年5月2日起，匈牙利开始逐步拆除与奥地利的边界围栏，为铁幕打开了一个缺口。5月7日东德政府对的地方选举结果的造假引发了国内不满，6月14日玛格特·昂纳克在柏林召开的第九届教育工作者大会上发表的“必要时用枪杆保卫社会主义” 震惊了期待政府转变态度的教师和学生。
与此同时，西德电视台将铁丝网被拆除的照片传到东德。1989年9月，数十万东德人开始大规模流亡。还有数千人爬上西德驻布拉格、华沙和布达佩斯大使馆的围墙，寻求庇护。东柏林的西德使团被迫关闭，因为它无法应付寻求庇护的东德人的数量。强硬的捷克斯洛伐克共产党领导人米洛什·雅克什同意埃里希·昂纳克的要求，通过关闭捷克斯洛伐克与东德的边界来阻止难民流动，从而阻止东德人到达匈牙利。
然而，事实证明，这是昂纳克一系列灾难性误判的开始。整个东德开始躁动，东德人提前支付了机票或火车票和住宿费用，结果发现他们无法旅行。14,000名在布拉格西德大使馆内露营的东德难民必须得到处理；昂纳克试图公开羞辱他们，将他们从东德驱逐到西方，用八辆密封的火车从布拉格运送他们，剥夺他们的东德公民身份，同时给他们贴上“叛徒”的标签。该党将撤离难民视为一项人道主义行动。
昂纳克更根本的错误估计是，他认为关闭东德最后一个开放边界可以将本国公民囚禁在自己的边界内，并明确表示不会进行任何改革——大多数东德人认为这种情况是无法忍受的。在东德各城市，小型的民主示威活动迅速扩大为数十万人的抗议。示威者高呼“ Wir bleiben hier!”等口号。（“我们留在这里！”）——表明他们希望留下来并为民主而战——以及“Wir sind das Volk ”（“我们是人民”），挑战SED为人民说话的权利。东德领导层中的一些人主张镇压，尤其是埃里希·梅尔克。尽管他们已经做好了进行天安门广场式军事干预的准备，但最终领导层回避了使用武力的决定。然而东德的情况与中国大不相同。它依赖于西方的贷款和苏联的持续支持，如果手无寸铁的示威者遭到屠杀，这两者都会受到严重威胁。据报道，东德的苏联军队已被命令不得干预，而缺乏苏联领导层的支持给SED(德国统一社会党)的领导层带来了沉重的压力。
1989年10月，戈尔巴乔夫公开斥责昂纳克拒绝接受改革后，东德政治局的改革派成员试图通过迫使资深党主席辞职来挽救局面。他被稍微不那么强硬的埃贡·克伦茨取代，后者被视为昂纳克的门徒。新政府试图通过重新开放与捷克斯洛伐克的边界来安抚抗议者。然而，这又一次导致了穿过匈牙利的大规模外逃。难民潮对经济造成严重破坏性影响。学校因教师逃跑而关闭；由于缺乏必要的员工，工厂和办公室关闭；甚至在送奶工离开后，牛奶供应也被取消了。SED队伍中产生了反抗党领导层腐败和无能的叛乱。以前屈从的东德媒体开始发表令人大开眼界的高层腐败报道，刺激了根本改革的要求。1989年11月8日，由于全国各地的大规模示威活动继续进行，整个政治局宣布辞职，并在克伦茨的领导下任命了一个新的、更温和的政治局。

## 边境开放与东德垮台

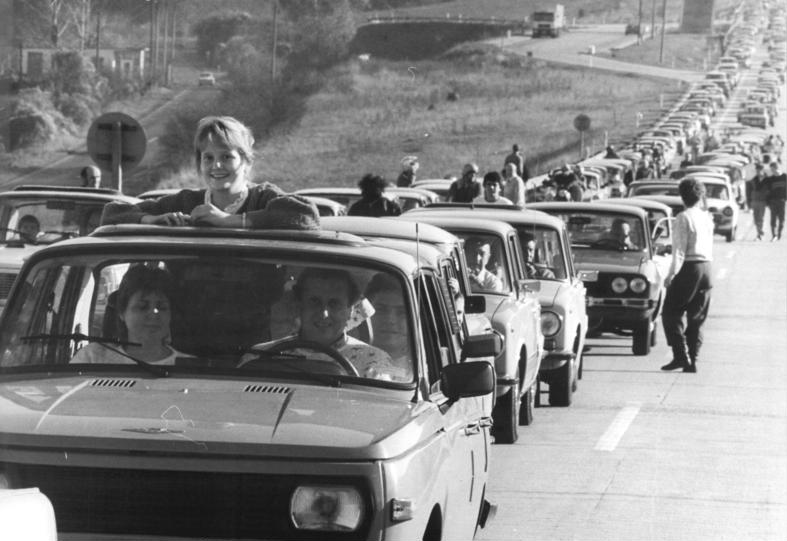
1989 年 11 月 10 日，即柏林墙倒塌后的第二天，排起长队等待越过Wartha过境点进入西德。

东德政府最终试图透过放松国家的边境管制来缓和局势。东德政府打算允许其公民移民到西德，但必须在申请获得批准后才能移民；同样，东德也允许公民在申请的情况下获得前往西德的30天签证。然而这项新制只能让约400万民拥有护照的东德公民获益，其余1300万人必须先申请护照，然后等待至少四个星期获得批准。
这项新制原訂于1989年11月10日开始生效。据报道，政治局是在几乎没有讨论或了解其后果的情况下做出這項決定。1989年11月9日晚间的东柏林，政治局委员君特·沙博夫斯基在一场几分混乱的新聞記者會上宣称，在新的边境管制制度下，合法化及简化的移民手续能将紓解人民的心理压力。
在記者會上，沙博夫斯基事前有收到了一张带有手写注释的纸条，但上面缺少关键信息，即此新旅行规则的生效日期。这些信息只会在政治局委员们于最近的会议上以口头方式传递，但沙博夫斯基並未參與。
在回答记者关于新的旅行规则何时生效的问题时，沙博夫斯基宣读了纸条上的说明，但记者反复问及新規確切的生效時間。沙博夫斯基重新检查了便条，但发现没有日期，于是他略带恼怒地回答道：“据我所知，是......立即生效，绝无耽搁”，而非按照原定计划从第二天开始。
重要的是，东德政府并没有要无限制开放边境的打算，而且此新规定亦不适用于想到访西德的东德游客。在新闻发布会后的一次英语采访中，沙博夫斯基告诉NBC记者汤姆·布罗考:“新規无关旅游問題。这是一项关于永久离开东德的许可。”
几个小时后，成千上万的人聚集在柏林墙边，要求边防军打开邊境。由於卫兵们无法与上级联系以获得指示，基於担心发生踩踏事件，卫兵被迫開放了邊境。随后人们涌入西柏林，站在隔离墙上，用镐头擊毀圍墙。這些經典畫面隨著新聞轉播，向全世界播送。
当全世界的目光都集中在柏林，注视着柏林墙的倒塌时，边界开放也同时在整个德国内部边界发生。边境口岸立即开放，导致關口湧入数百万欲越过边境进入西德的东德人，並造成长时间的滞留。
在最初的四天里，430万东德人涌入西德，占近全国人口的四分之一。在汉诺威-柏林高速公路的赫尔姆施泰特过境点，汽车回堵了65公里（40英里），一些駕駛等了將近11个小时才开到西德。
在接下来的几个月里，边境逐步开放，许多地方都设立了新的过境点，将分离了近40年的社区重新连接起来。在易北河畔的赫伦霍夫，数百名东德人穿过边境围栏，登上了自1945年4月以来的第一艘跨河渡船。 数百名来自东德凯瑟琳堡镇的人涌过边境，去看西德边境小镇万弗里德，而西德人则涌入东德，“看看你们在另一边是怎么生活的”。东德边防军被人潮淹没，很快就放弃了对护照的检查。為了运送人们越过边界，鐵路公司甚至加開特别列车。
令许多西德人惊讶的是，许多东德人花了100马克购买了大量的香蕉，这在东德是非常珍贵的稀有物品。边境开放后的几个月里，边境沿线的超市里的香蕉都卖光了，因为东德人抢购了整箱的香蕉。